# 乔治·弗洛伊德之死引发的示威活动
乔治·弗洛伊德之死引发的示威活动是指自2020年5月26日起，从美国明尼苏达州明尼阿波利斯蔓延至全美乃至全世界的一系列针对警察暴行和警察种族主义的示威活动。为市民在一名非裔美国人乔治·弗洛伊德被警察当街跪压导致窒息死亡后于5月26日在明尼阿波利斯舉行和平示威抗议警察長期粗暴对待非裔族群。但集會很快演變成大規模店舖搶掠和破壞行為，当地警察局负责控制应对。示威初期仅局限在明尼阿波利斯，但随后几天内迅速逐渐扩散至美国全境各大城市乃至全世界。5月30日晚，至少12个主要城市宣布夜晚实施宵禁。6月2日，有24个州的州长，以及华盛顿特区宣布动用国民警卫队，超过17,000人部队以应对不断升高的局势。从示威活动开始起截至6月15日，全美至少14,000人在示威活动中被捕。
抗議活動引發了一場關於警務和種族不公正的全球辯論，導緻美國聯邦、州和市各級提出了許多旨在打擊警察不當行為、系統性種族主義、合格豁免權和警察暴行的立法提案。抗議活動在全球範圍內引發了一波紀念碑拆除和名稱更改的浪潮，並發生在持續的COVID-19大流行期間和2020年美國總統大選期間。抗議活動持續到2020年並持續到2021年，最引人注目的是在明尼阿波利斯第38街和芝加哥大道交叉口，弗洛伊德被謀殺的地方，活動人士稱之為喬治弗洛伊德廣場。幾場示威活動恰逢2021年3月和4月對肖文的刑事審判以及2021年5月弗洛伊德遇害一周年。明尼蘇達州和其他地方的官員積極動員對肖文的審判採取了反抗議措施，但並沒有引起像弗洛伊德被謀殺後立即發生的事情。
喬治·弗洛伊德廣場被佔領的抗議活動一直持續到2022年。明尼阿波利斯-聖保羅的地方官員準備了2022年初的反抗議措施，以便開始對弗洛伊德遇害現場的其他三名警察進行聯邦審判，在審判期間和宣判後發生了相對較小的抗議活動。

## 背景
頸部約束这一行為在全美许多執法部门受到限制或禁止，然而明尼阿波利斯的執法部门允许警員「用胳膊或腿压缩人的脖子的一侧或两侧，而不直接对气管或气道施加压力」。根據CNN对明尼阿波利斯警局使用武力数据的分析，自2012年以来，警察对428人使用了颈部约束，其中280人是黑人，占65%，另外還有104名白人、13名原住民、4名亚洲人以及27名其他种族或没有种族记录的人；在這428人之中至少有58人失去知觉，其中有33人是黑人，占总数的57%，另外還有19名白人、3名原住民、1名亚洲人以及2名其他種族的人。这意味着，在这段时间内，该市平均每周會發生一次警察在執法時採取颈部约束行為的事件。南卡羅來納大學法學副教授塞思·斯托頓（Seth Stoughton）曾撰寫過一本關於警員使用武力的書，他說，在1960年代的抗議活動之後，許多執法部門禁止了頸部約束。他認為明尼阿波利斯也應該禁止這種行為。

### 乔治·弗洛伊德之死

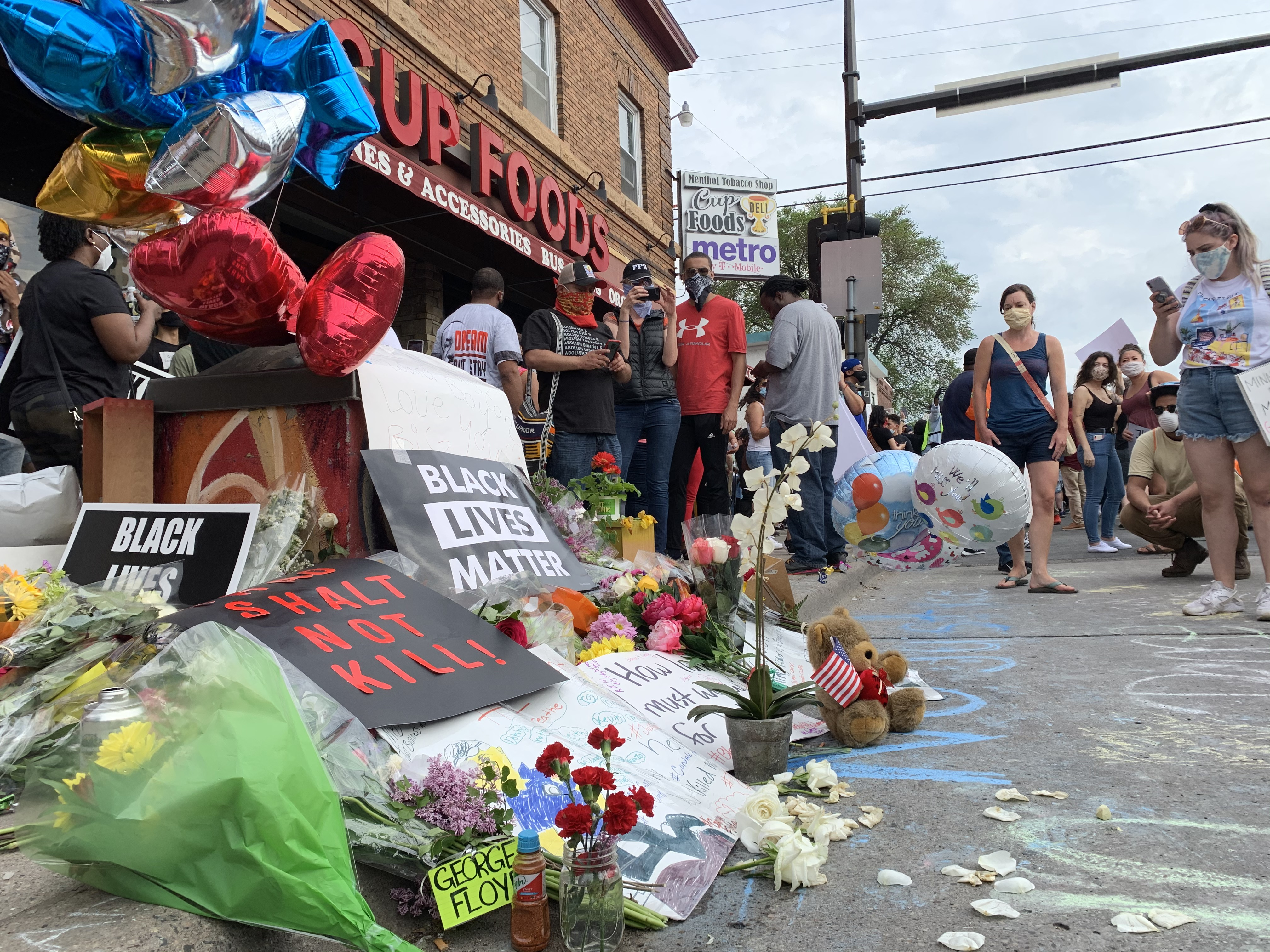
群眾在案發現場獻花，悼念弗洛伊德

2020年5月25日晚上8時許，46歲剛剛受到新型冠狀病毒疫情影響而失業的乔治·弗洛伊德（George Perry Floyd）在明尼阿波利斯一間便利店購買香烟後被店員懷疑使用了20美元假鈔而被報警檢舉，警察到場拘捕弗洛伊德和他的一名同行者，警察德里克·肖万押弗洛伊德上警車時將他按倒在地並用膝盖顶住他的脖子超過8分钟，期間弗洛伊德反复表示“不能呼吸”，被跪壓期間目擊者發現他已經失去知覺並要求警員檢查他的脈搏，但肖万不爲所動直至救護車趕到現場之後才將膝蓋移開，弗洛伊德被送往當地医院急症室搶救後被宣告不治身亡。法医办公室发表声明称弗洛伊德死因是其長期病導致，但死者家屬不滿意驗尸結果而另外委任法醫，得出弗洛伊德是因爲頸部受壓導致窒息死亡的結論，并表示與他生前感染到的2019冠状病毒病無關。

## 过程

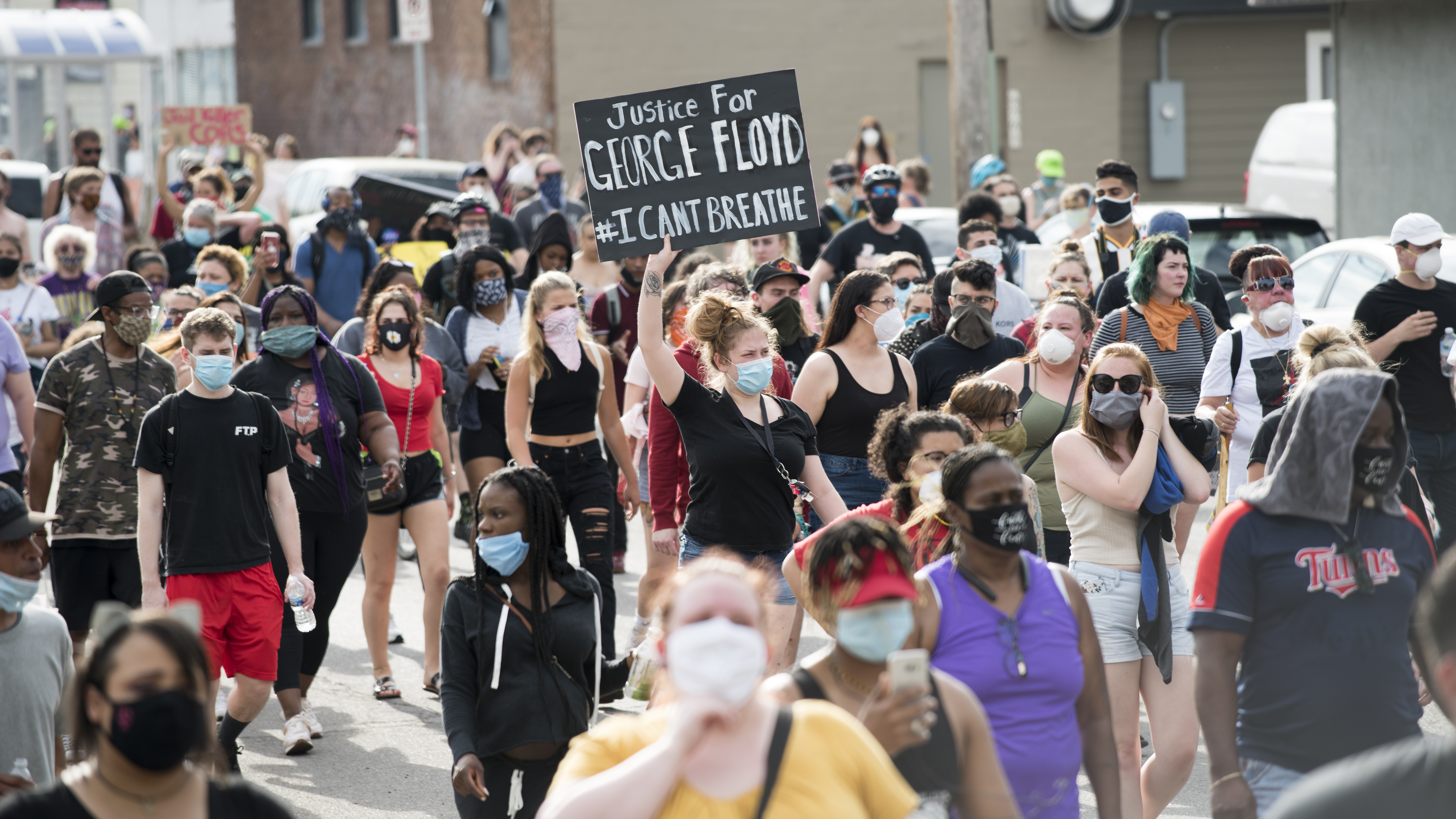
事發後翌日，明尼亞波利斯民眾上街抗議

乔治·弗洛伊德死后第二天的5月26日开始，明尼阿波利斯爆发大规模示威活动，数千名示威者聚集在弗洛伊德的死亡地点游行，多家商店遭到洗劫，其他建筑物也遭到破坏。随后前往明尼阿波利斯警方第三辖区游行。下午8时左右，一些示威者与执法人员发生冲突，身穿防暴服的警察向人群发射沙包弹和化学制剂。
5月27日，明尼阿波利斯示威群众继续上街抗议。示威者洗劫了明尼阿波利斯的一家超市。同时抗议浪潮蔓延至美国其他地区，并大肆进行破坏和洗劫行为。在洛杉矶，有人围攻警车，并焚烧美国国旗。
5月28日早晨，明尼阿波利斯的30多家企业被暴徒破坏。圣保罗警察局报告说，当天至少有170家企业遭到破坏或抢劫，并引发了数十起大火。一名示威者因对一家店铺进行洗劫时被店主枪杀。当晚8:00左右，明尼苏达州州长提姆·沃茨宣布全州进入紧急状态，并将500名明尼苏达州国民警卫队部队部署到双城地区。

### 示威扩大

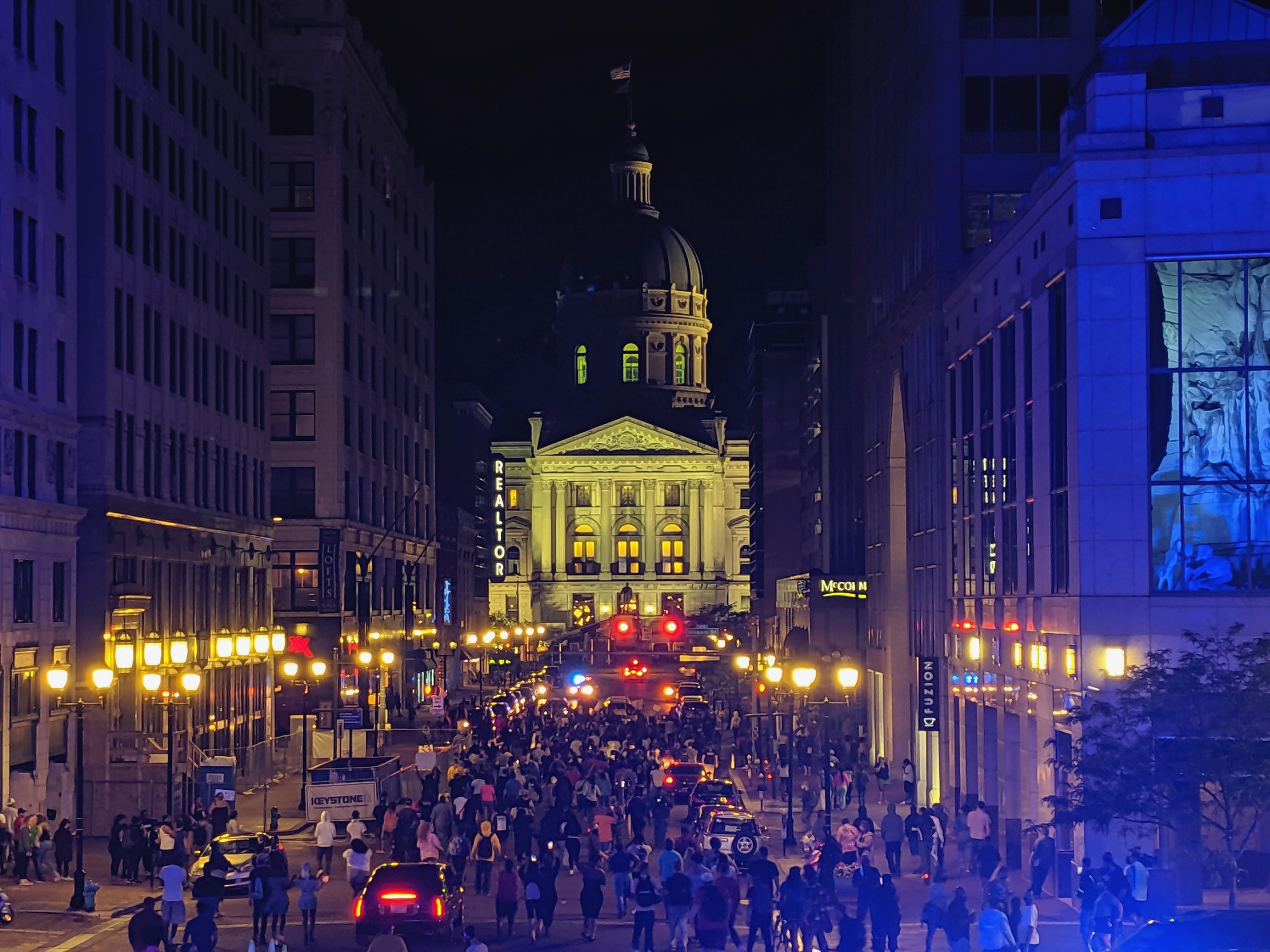
5月29日，大批民眾在印第安納州議會大廈前示威

从5月29日开始，明尼阿波利斯的抗议活动迅速蔓延至全美50个州上百个城市发生示威活动。
在肯塔基州，民众就布伦娜·泰勒之死要求对造成致命射击的警察进行追究责任，示威者高呼“不公正，不和平，起诉警察”口号，示威游行中遭到不明人士的枪击，导致七人受伤，其中一人受重伤。在丹佛，成千上万名示威者在州议会大厦附近拥堵交通，砸毁车辆，期间更发生一名汽车驾驶员撞倒了一名示威者的事件，但没有示威者受重伤。抗议活动中更发生枪击事件，造成人们奔跑寻求掩护，直到警察使用催泪瓦斯才成功驱散人群。
在乔治亚州亚特兰大，CNN中心遭到示威者袭击，抗议人士进入CNN中心前破坏中心前CNN标志、玻璃门窗以及亚特兰大警察局的车辆，并破坏部分内部建筑。在哥倫布，愤怒的示威者攻进俄亥俄州議會大廈。
在纽约市，示威者游行到市政厅抗议导致切断了曼哈顿下城的交通，游行中至少有40名抗议者因向警官扔杂货而被捕。在亚利桑那州凤凰城，数百名民众在市政厅附近集会， 声援被警方致死的乔治·弗洛伊德，遭到警察使用胡椒喷雾剂驱逐。在华盛顿特区，过千名示威者聚集在白宫附近，部分人向防暴警察投掷砖块、瓶子，放烟花或燃烧杂物，企图拆毁警方的路障，其后警方施放催泪弹驱散。
在明尼苏达州，美国有线电视新闻网非裔记者、摄影记者及导播在现场报导时，被警员拘捕引发争议。明尼苏达州长对此表示抱歉后，三名CNN记者在当天稍晚获释。

### 暴力升级

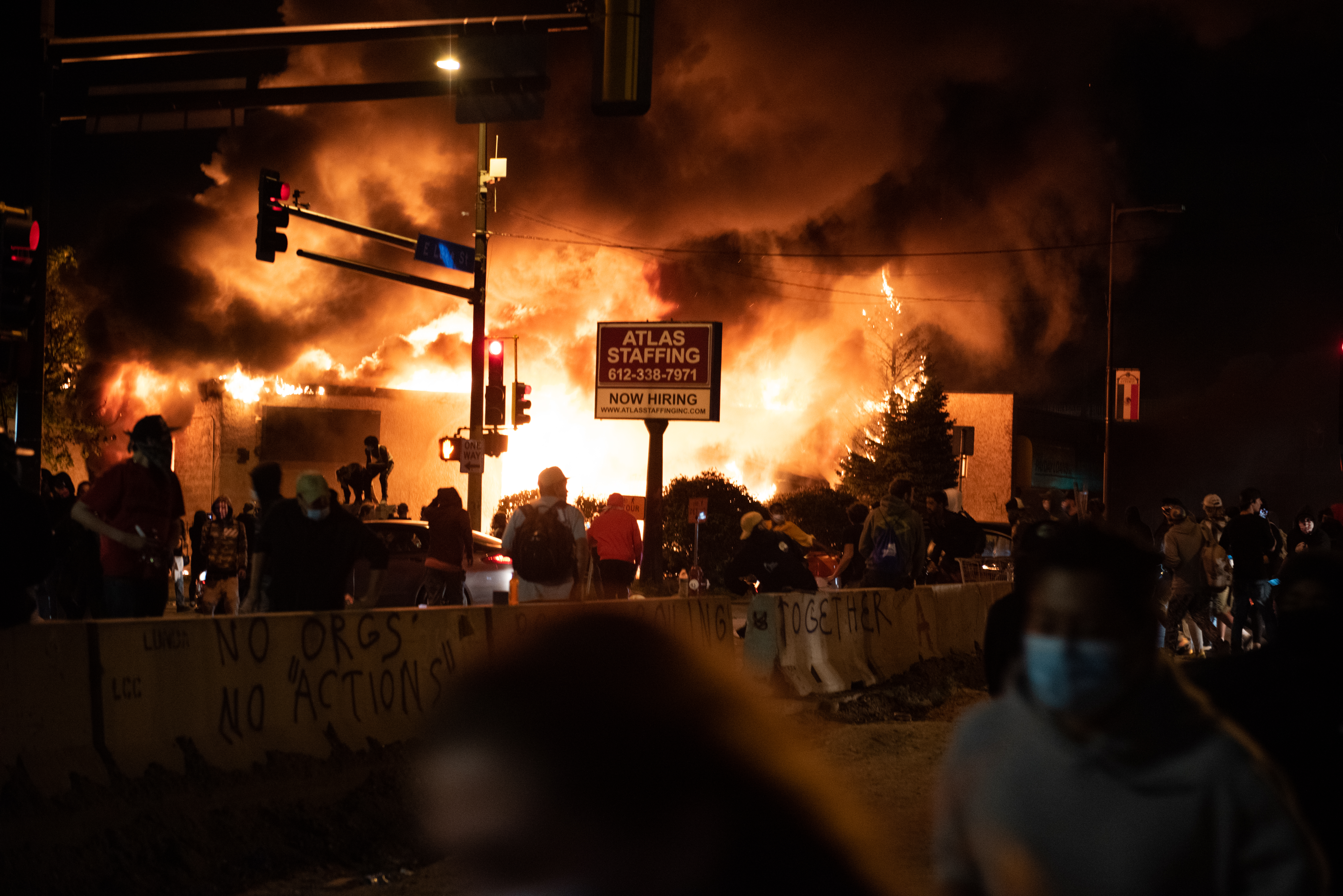
5月29日晚上，示威者焚燒明尼亞波利斯的一幢大廈

5月29日，尽管美国司法部宣布德里克·肖万被指控三级谋杀罪和二级误杀罪，并实行新的宵禁令，但骚乱并未因此平息，并持续到30日早晨。同时，美国执法部门因明尼阿波利斯的暴力事件迅速蔓延，下令各地受影响的当地警察，州警察和国民警卫队员使用警棍、催泪瓦斯、胡椒喷雾和橡皮子弹等对付暴徒，再次引发警察暴力执法争议。
晚上8:00左右，明尼苏达州州长沃茨宣布，从5月29日到5月30日凌晨6:00，对明尼阿波利斯和圣保罗等城市实施宵禁令 。明尼阿波利斯市长雅各布·弗雷也发布了类似的宵禁令。当晚，美国总统唐纳德·特朗普发文表示对州长沃茨的支持，称将派遣美国国民警卫队来应对明尼苏达州的抗议活动，並表明「搶劫開始的時候，就是槍聲響起的時候」（When the looting starts, the shooting starts.）。
5月30日，美国多个州属包括明尼苏达州、纽约州，马里兰州和爱荷华州等州长与市长发表声明，呼唤示威者制止暴力并进行和平的对话，并同声谴责示威者的暴动是「不可接受」，和对因抗议导致新冠肺炎传播的情况表达担忧。同日深夜，底特律一名19岁抗议者遭枪杀，底特律警局則表示未有警員涉及該槍擊案。
5月31日，明尼苏达州宣布全面动员该州的国民警卫队。国民警卫队少将约翰·延森说，到5月31日，将部署1700多名国民警卫队士兵，这将是该州自第二次世界大战以来，规模最大的国家部署。并称原定在该州增至10800名国民警卫队。截至當日，美國已经有至少40个城市实施宵禁，至少24个州和华盛顿特区动员国民警卫队。得克薩斯州、維吉尼亞州、亞利桑那州等3州宣布進入緊急狀態。
6月1日，纽约市与费城因发生多起暴力和破坏公共财物事件，宣布即日起实施宵禁。同时西雅图、旧金山、洛杉矶、亚特兰大等多地宣布延长宵禁令。纽约州长和市长同声表示，将当地执法人员从4000人增至8000人，以应付示威活动。同日，弗洛伊德的亲友和其支持者在他身亡地点举行纪念活动，弗洛伊德的弟弟在发表致辞时，呼吁人们和平示威。路易斯维尔一非裔男子在冲突中遭当地警方和国民警卫队枪击死亡。事發之後該市地铁警察局局长遭到解职。
6月2日，明尼苏达州政府宣布对警察部门展开民权调查，以便从各方面确认警方是否有系统性地歧视有色人种。同日美国国民警卫局局长表示，截至當日已部署超过1.8万名国民警卫队员在29个州和华盛顿市协助应对骚乱。此外抗議活動已經蔓延至美國140多座城市。

### 暴力缓和
自骚乱开始经历一个星期的暴力冲突后，示威的重点也从要求弗洛伊德的司法公正转向普遍关注种族的不平等对待，尤其是针对警察暴力对待有色人种的执法问题。自6月4日开始，示威活动也转向和平游行的方式举行，美国各州城市也逐步解除宵禁令。
6月6日，华盛顿特区聚集了成千上万名示威者，在白宫面前举行和平示威，也是该区自骚乱开始后最大游行。同时，部署在弗吉尼亚州迈尔斯堡（Fort Myer）到华盛顿的美军部队已逐渐撤离，只保留少量部队驻守。在费城，当地政府允许成千上万名示威者和平游行被闭锁的城市中心到市政厅前停留，人群最终当晚8点宵禁令生效后大约两个小时和平散去。同日，圣安东尼奥和亚特兰大市因抗议活动逐渐缓和，宣布解除宵禁令。截至當天，美國34个州和特区已部署43300多名国民警卫队队员應對抗議。而美國50州已有650座城鎮爆發抗議，成為美國有史以來規模最大的抗議浪潮。
6月7日，國民警衛隊開始撤離華盛頓特區和洛杉磯，同時洛杉磯和紐約宵禁解除。當天美国共和党参议员米特·罗姆尼在華盛頓參加示威游行，他是已知的第一个参加游行的共和党参议员。
6月8日，亚利桑那州、圣玛丽亚市和伯明翰市宣布解除宵禁令。

### 局部激化
6月12日，佐治亚州亚特兰大市一名27歲非裔男子布魯克斯在一家快餐店前因拒捕时夺走警方的电枪逃走反击，遭警方开槍自卫射杀。次日，亞特蘭大爆發抗議活動，抗議警察暴力執法，并纵火破坏事发现场的快餐店。同日亚特兰大市警察局长迫于压力宣佈辭職。槍殺黑人的警察也遭到解僱。6月13日，亚特兰大当局悬賞1万美元追缉涉嫌纵火的白人女性。6月17日，槍殺黑人的警察遭到起訴。美国总统川普認為被起訴的亞特蘭大警察没有受到公平待遇。
6月19日，在庆祝奴隶制终结155周年的六月节上，包括华盛顿以及纽约、洛杉矶等主要城市再次出現众多的示威活动。
6月22日，華盛頓特区爆發抗議活動。示威者在总统公园拉法耶特广场试图使用绳索和铁链推倒美国前总统安德鲁·杰克逊雕像时，華盛頓特区警察將示威者趕出公園。同時有抗议者在白宫附近封鎖道路，试图模仿西雅图的示威情况，设立“黑宫自治区”（Black House Autonomous Zone）。華盛頓特区警察出动直升机在空中警告，同时使用胡椒喷雾驱逐和逮捕了试图在白宫附近建造所谓的“黑宫自治区”和试图拆除雕像的示威者，当中至少有两名企图袭警的示威者被捕。直到当晚，安德鲁·杰克逊的雕像依然矗立，但其底部的四个复制大炮的木轮则被损坏。圣约翰教堂的石柱上则被示威者用黑色喷漆拼写了字母“ BHAZ”（黑宫自治区的缩写），警方随后在的教堂周围建立安全区。特朗普当晚在推特上引用《退伍军人纪念保存法》警告，要求对破坏安德鲁·杰克逊雕像的涉案者处于10年刑期，并称破坏者们「可恥」。西雅图市长同日宣布，当局将在48小时内逐步关闭“被占领”的国会山自治区。
6月27日，纽约市政厅前上千人举行和平抗议活动，要求在下一个财年从警察预算中拿出至少10亿美元，返还给有需要的黑人社区。當晚，肯塔基州路易斯维尔市在舉行抗議活動時发生枪击事件，造成至少一人死亡。
7月10日，在底特律西北部，3名底特律警察在调查一起7月5日，与帮派冲突有关的枪击事件时，一名拥有武装的20岁青年在拒绝调查后，被警察在五秒钟内射击了8枪后死亡，引发示威抗议。约有300名愤怒的人群聚集在枪杀现场，要求种族正义，制裁枪杀的警察和要求底特律警察局长解释。几个小时后，底特律警察局长詹姆斯·克雷格（James Craig）表示，他在事件发生的几小时后发布了两段摄像头视频，以平息称枪击事件是不合理的「虚假陈述」。克雷格在举行的新闻发布会上说：「示威者被提供的错误訊息以煽动了暴力。」并向开枪的警员表示：「他是一名英雄 」「他在试图逮捕一名武装嫌疑人时，表现出了极大的勇气。这只是他活着的奇迹」。市长迈克·杜根（Mike Duggan）在当晚发表的一份声明中，表示警方的录像显示，警察的行为是合理的。他说：「影片清楚地表明，这名警察突然遭到了意外袭击。」 「我赞扬克雷格局长这么快就公开发布了影片。」示威者对此解释表示不满，并向警方扔置酒瓶，砖头和其他物件，警察则使用催泪瓦斯驱逐并至少逮捕了8人。直到当晚，大约有100名抗议者聚集在该设施外的街道和人行道上，与在车站外排成一排的警察对峙。
7月1日，在波特兰市，受到俄勒冈州联邦法院此前发布的临时限制令影响，导致当地警察被有限制地使用胡椒喷雾和催泪弹驱赶示威者后，示威者当晚聚集在俄勒冈州联邦法院外，继续捍卫司法公正和要求种族正义，并向联邦法院发射烟火和丢掷杂物。美国法警特别行动小组，海关与边境保护局的边境巡逻队战术单位或联邦保护局对此向示威者发射催泪弹，由波特兰警察局（Portland Police Bureau）负责驱逐示威者。7月4日美国独立日期间，示威者瞄准当地两座政府大楼和政府官员，并向联邦法院发射了各种烟花和使用绿色激光笔对准执法人员。7月8日，波特兰市副市长克里斯·戴维斯（Chris Davis）会见媒体时，他将示威者描述为犯罪分子，并形容因为联邦法院的临时限制令的影响，当地警察无法执行更大的驱逐行动。
7月10日，由于此前波特兰市在6月15日的安德鲁·杰克逊和6月18日的乔治·华盛顿雕像被示威者推倒后，特朗普派遣的联邦执法人员在没有声明的情况下进驻波特兰市内的联邦机构，以执行特朗普在6月26日颁布的保护美国纪念碑、纪念馆、雕像和打击近期刑事暴力的行政命令。特朗普发表声明中表示，「俄勒冈州已经无法应付抗议活动」「当地已经失控了」。对此，示威者向驻守在联邦机构的执法人员呐喊，要求他们离开该市。7月11日，一名示威者在抗议活动中被联邦执法人员的非致命性武器击中头部后处于危急状态。波特兰市长泰德·惠勒对此（Ted Wheeler）花了将近18个小时做出回应，表示哀悼暴力事件。波特兰警察局局长惠勒则表示担忧，认为会加剧城市的紧张局势。7月13日，俄勒冈州联邦参议院议员罗恩·怀登、杰夫·默克利等该州议员批评特朗普的决定，认为联邦政府无需派遣联邦执法人员平乱。民主党则向美國國土安全部和美国司法部写了一封信，质问有关将联邦执法人员安置在波特兰市的决定。在白宫，特朗普则回应联邦执法部门的行动，称赞执法人员可以很轻松地让该市的示威平静下来。
7月16日，代理美國國土安全部部长的沃尔夫在当日抵达该市后，为联邦特别执法人员抵御“无政府主义者”辩护。他批评该州和市政府未能“恢复秩序”，并称“波特兰市已连续47天遭到围困”。7月17日，波特蘭市長泰德·惠勒稱民眾占領的地盤根本未波及聯邦政府的資產，要求总统特朗普將波特蘭市內的聯邦軍隊撤出。對此事件，民主黨籍俄勒岡州的州長布朗（Kate Brown）痛批，這是「聯邦政府公然濫用權力」。7月18日夜晚，波特兰警察协会大楼遭到大批示威者闯入纵火，并燃烧到隔天。7月19日，警方正式宣布将这次抗议活动定义为「暴动」，一些波特兰社区领袖和活动人士与波特兰警察协会在大楼外举行了新闻发布会，要求结束暴力和破坏活动。
7月20日，美國超过20个城市的数万民众通過集会、罢工和游行等方式參與“为黑人生存大罢工”活动，以抗议种族歧视以及在新冠肺炎疫情期间的经济不平等。
7月25日，西雅图和波特蘭爆发示威，抗議特朗普總統派遣150名联邦执法人员前往一些大城市執勤，在西雅圖，造成约60名警察受伤，47人被捕。同日肯塔基州路易斯维尔市同樣发生反对警察暴力执法和种族歧视的抗议活动，至少有11人遭警方逮捕。得克萨斯州、科罗拉多州在游行期间分别发生枪击事件，致使1人死亡、1人受伤。
8月22日，波特蘭、丹佛、夏洛特和拉斐特等地發生抗議，人群与警方爆发冲突，警方逮捕数十名抗议者。而波特蘭的抗議已持續3個月。23日晚，威斯康星州基诺沙一名非裔男子遭警方连开数枪，事發後在美国多地又引发抗议示威活动。24日晚，示威者在基诺沙市的多幢建筑内纵火，威斯康星州州長隨後部署国民警卫队警戒。25日，威斯康星州州长宣布該州进入紧急状态。當晚，基诺沙市抗议活动期间發生枪击事件，一名白人男子朝示威者開槍，導致3人中枪，其中2人死亡、1人受伤。NBA和NHL有球隊通過罷賽以抗議基诺沙警察槍擊黑人。8月27日，明尼阿波利斯再次進入緊急狀態。
8月28日，华盛顿特区有数万名民众示威游行。抗议者聚集在林肯纪念堂前，譴責美国警察针对非裔美国人暴力执法的一系列事件，呼吁族裔平等。8月29日晚，波特兰抗議群眾正舉行示威活動時1名白人男性遭槍擊身亡。
8月31日，洛杉矶发生一起警察枪杀非裔男子事件，又引发民众抗议。
9月5日，俄勒冈州波特兰市警方指9月4日晚的集會是“非法集会”，並展开了多起逮捕行动，共逮捕27人。波特蘭抗議已持續100天。而同時紐約州罗切斯特因3月一名非洲裔男子遭警察致死引發的抗議也已进入第三天。在肯塔基州路易斯维尔，支持和反對警察的持不同立場的示威者則互相對峙。
9月23日，肯塔基州检察部门對3名白人警察涉嫌“误杀”黑人女子布伦娜·泰勒一案中的两名涉事警察免予起诉。此舉引發民眾不滿，並導致肯塔基州等多地以及纽约、华盛顿、亚特兰大、芝加哥等城市爆發反种族歧视和反警察暴力执法的抗议。
10月， 堪萨斯市的一名警察跪压逮捕一名怀孕9个月的黑人孕妇。事件曝光後，抗议者聚集在当地市政厅前示威超过5天。10月26日，费城警察开枪打死27歲黑人男子。隨後費城連續兩晚發生民众抗议事件，警察与示威者发生冲突，導致53名警察受伤，172人被捕。28日21时至次日6时，費城实施宵禁。

## 影响

### 各地示威冲突
明尼苏达州明尼阿波利斯的抗议活动迅速蔓延至整个美国，全美50個州上百個城市發生示威活動。加拿大、新西兰及欧洲多国也发生了示威游行活动，部分地区的示威者在美国大使馆前集会抗议。
美国境内主要城市如亚特兰大、奥斯汀、波士顿、丹佛、底特律、休斯敦、洛杉矶、迈阿密、纽约、旧金山和华盛顿特区均出现大规模的抗议行动，抗议中有部分暴乱分子混迹于示威者中，采用暴力和毁坏财物的行为。这一次的示威的规模之大，媒体将之与1992年洛杉磯暴動、1967年夏季发生的暴乱，和马丁·路德·金恩遇刺后席卷全美的巨大抗议潮相比较。

### 對經濟的影響
抗議導致美國各地的零售商和餐館被迫關門。沃尔玛于5月31日关闭了数百家门店；亚马逊表示，已经调整了一些城市的配送路线或缩减了配送业务；苹果则在5月31日关闭了数量不详的门店；目標百貨則暂时关闭了加州、明尼苏达州、伊利诺伊州和宾夕法尼亚州的6家連鎖店；费城市长于5月31日下令所有零售商停业。此前，许多美国零售商和餐馆由於新冠病毒居家令已经在3月份削减业务或完全关闭，这几周的关闭已经迫使一些公司破产，包括J.C.Penney和Neiman Marcus，还有一些小企业无法在长期低迷中生存下来。

### 伤亡人数
截至2020年6月8日，抗议活动中至少有21人死亡，其中19人死于枪杀：
- 5月27日，在明尼阿波利斯，一名涉嫌抢劫的示威者卡尔文·霍顿（Calvin Horton Jr.）在抗议活动中被一名店主枪杀致死。店主随后被捕[22]。

- 5月30日，在奥克兰，一名联邦保护局（英语：Federal Protective Service (United States)）的警卫员在抗议期间为联邦法院提供安全保障时，被不明人士开枪袭击，最终该名警卫员在联邦法院外被枪杀致死，另有一名警卫在袭击中受伤[100]。美国国土安全部已将枪击事件定调为本土恐怖行为[101]。调查人员认为袭击者的目标是身穿制服的警官，但也表示不清楚袭击者的身份[102]。

- 5月30日，在密苏里州聖路易斯，一名示威者被一辆联邦快递的卡车撞倒拖曳后死亡[103]。

- 5月30日，在奥马哈，一名22岁的示威者詹姆士·斯库洛克（James Scurlock）在一间酒吧外被枪杀[104]。涉案枪手是酒吧的持有者，他在与一群示威者的争执中开了几枪，其中一枪击中了斯库洛克的锁骨，导致斯库洛克死亡。两天后，奥马哈当局宣布不会对酒吧的所有人提控诉讼，并称枪手是自卫开枪[105]。

- 5月30日，底特律的一名19岁抗议者被枪杀[31]。但当地警方的调查表示该名抗议者的死亡与示威活动无关，目前案件还在调查中。

- 5月31日，在印第安纳波利斯，有两人在市中心的抗议活动或骚乱中被枪杀致死[106]。

- 6月1日，在路易斯维尔，当地地铁警察和肯塔基州国民警卫队在驱逐一群聚集的民众时，一名男子被警员枪杀。当局执法人员称他们是在受到袭击后开枪还击。但据受害人的姐姐说，当时的聚会不是抗议活动，而是定期举行的社交聚会[107]。当天傍晚，路易斯维尔地铁警察局（英语：Louisville Metro Police Department）负责人史蒂夫·康拉德（Steve Conrad）被解雇，原因是参与枪击的警察并未佩戴或開啟随身摄像机[108]。

- 6月1日，在爱荷华州达文波特，有两个人在当晚发生的严重骚乱被枪杀[109]。其中一名受害者是22岁的玛丽·凯利（Italia Marie Kelly），她在离开示威游行的队伍时遭到示威者枪杀，也是该市当晚发生的两次致命枪击事件之一[110]。她的死亡情形在网上Facebook Live视频传播后，凯利的亲属谴责示威者开枪杀害凯利。同日，一名警察在追捕一辆被占领的警车时被枪伤。在警察追捕期间一辆逃离现场的汽车撞毁，数人被捕[110]。

- 6月1日，在伊利诺伊州的西塞罗市，有两人被枪杀。西塞罗市警局表示，两名被枪杀的人只是旁观示威的一般民众。该市发言人雷·哈纳尼亚（Ray Hanania）说，这些枪击是由“外部煽动者和掠夺者”开枪的。警方随后捉捕了两个人，其中一名涉嫌枪杀的28岁何塞·古铁雷斯（Jose Gutierrez）被当局指控一级谋杀罪[111]。

- 6月1日，在拉斯维加斯，一名示威者豪尔赫·戈麦斯（Jorge Gomez）在示威活动中被警察枪杀。戈麦斯当时带着全副武装与一群示威者在法院外抗议。直到当晚警察驱逐人群时，戈麦斯携带了三把格洛克手枪，其中一把已经装有卡宾枪改装套件。戈麦斯在拒绝离开现场后企图伸手拿枪而被警察反击，随后被送往医院后宣告不治[112]。

- 6月2日，在费城，一名24岁的男子在试图使用爆炸装置摧毁一架ATM后受到重伤。他被送往当地一家医院后因伤重不治[113]。

- 6月2日，在费城的南部，一名枪店老板看见数名试图闯入他的商店抢劫的人时枪杀了其中一人。当地市长吉姆·肯尼（Jim Kenney）表示「在这种混乱之中，这种情况变得很频密发生，对此深感困扰。」续指：「抢劫是有后果。」商店老板随后被警察带走接受詢问。当地警察专员表示，他们支持个人保护自己和财产的权利，但不赞成人们使用这种暴力手法，呼吁大众使用“安全，非暴力”的方法来保护自己[114]。

- 6月2日，在圣路易斯，一名77岁的退休警察大卫·多恩（David Dorn）在一间店铺外被一名抢劫者枪杀。枪击事件當時正於Facebook上直播[115]。

- 6月12日，在亚特兰大示威活动中，发生一起致命枪击事件。一对非裔母女驾车越过被示威者放置的非法路障时，遭到一群武装分子拦截，其中两名武装分子向汽车射击时，造成一名8岁女童被打死。亚特兰大对此发布通缉令，并呼吁公众提供枪手信息[116]。

- 6月20至21日，在西雅图的示威活动中，发生了两次独立枪击事件，造成一名19岁的男子被打死，另外两人受伤，其中一名严重受伤。西雅图警察局长卡门·贝斯特（Carmen Best）在22日对枪击事件做出回应，称他们警察“遭到暴力人群的袭击，阻止了警官安全地接近受害者”。并表示，尽管有无数人是在和平抗议，但当中也有“枪击，强奸，殴打，入室盗窃，纵火和财产毁坏”。枪击事件导致西雅图当局决定关闭被示威者占领的国会山自治区[117]。

- 7月4日，一名男子在西雅图驾车冲撞參與反种族歧视的示威人群，导致一人死亡、一人重伤[118]。
- 7月10日，在底特律西北部，3名底特律警察在调查一起7月5日，与帮派冲突有关的枪击事件时，一名拥有武装的20岁青年在拒绝调查后，被警察在五秒钟内射击了8枪后死亡，引发示威抗议[98][99]。

### 文化影響

#### 雕像破壞與移除
在明尼阿波利斯警方導致乔治·弗洛伊德之死之后，美国和欧洲各地展開抗议種族歧视的示威浪潮。从6月初开始，示威活動發展成被示威者认为是象征种族主义、殖民主义和奴隶贸易有关的歷史雕像的拆除運動，但并非所有拆除运动都受到民间认可和支持。随着这一运动的辩论，一些民权领袖的历史雕像也被套上「种族主义」的名声被人损坏。
在美國，发现美洲大陆的克里斯托弗·哥伦布被示威者认为是開拓歐洲殖民主义和种族主义的代表者。6月9日，在弗吉尼亚州里士满，哥倫布的雕像被示威者推倒后拖到湖中丟棄。在波士顿，哥倫布的雕像則被示威者斩首。
另外，以南北战争美利坚联盟国其领导人和军队的纪念碑，如罗伯特·E·李、林肯纪念堂、卡齐米日·普瓦斯基和托马斯·杰斐逊的雕像均遭到示威者不同程度的破坏，其中也包括國家二戰紀念碑。
在美国地区以外，爱德华·科尔斯顿、第一代梅尔维尔子爵亨利·邓达斯、利奥波德二世、温斯顿·丘吉尔、英女王维多利亚、圣雄甘地和让-巴蒂斯特·柯尔贝尔等人的雕像均被破壞。

#### 影視影響
6月9日，美国经典电影《乱世佳人》由于涉及种族问题，被华纳媒体旗下串流平台HBO Max宣布暂时下架。另外有些節目也遭到點名：法網遊龍、「CSI犯罪現場」等熱門警匪影集，都被批評過度營造警察英勇正直的形象，卻忽略實際存在的種族歧視與警暴問題，已經播出30餘年的長壽實境秀「警察」（Cops）宣佈永久停播，其他類似節目「警察直播」（Live PD）紛紛喊卡，就連卡通「汪汪隊立大功」（Paw Patrol）都被點名。此外，也有相關的電影影集如終極警探等遭到延期。

### 舆论
事件发生后，相关影片和訊息在社交媒体上迅速传播。大众和多名公众人物在网络发起捐款和纪念乔治.佛洛依德的活动。亦有人在请愿网站Change.org上发起"Justice for George Floyd," 的请愿要求控告四名涉案的警察。这一请愿是该网站历史上规模最大以及成长最快的请愿。截止2020年6月24日，已有超过1800万人签署。

### 联邦政府行政命令
6月26日，特朗普发布保护美国纪念碑、纪念馆、雕像和打击近期刑事暴力的行政命令：
「根据美国宪法和美利坚合众国法律赋予我的总统授权，现命令如下：第一阶段，政府的首要职责是确保家庭安宁，捍卫其公民的生命，财产和权利。在过去的五个星期的骚乱中，示威者对平民，执法人员，政府财产以及受人尊敬的美国古迹如林肯纪念堂进行了持续的攻击。许多实施和支持这些行为的暴乱者，狂热主义者和左翼极端主义者已经明确地表明了自己的意识形态-诸如马克思主义-要求破坏美国政府系统。无政府主义者和左翼极端主义者试图推动一种边缘思想，将美利坚合众国描述为根本上的不公正，并试图通过暴民和暴力恐吓将这种意识形态强加给美国人。」
「他们在街头引发骚乱，烧毁警车，杀死和殴打政府官员以及捍卫自己财产的企业主，甚至在一个城市内占领了一个地区，让法律和秩序位于无政府状态。在动乱期间，无辜公民也受到伤害和杀害。这些犯罪行为经常受到煽动者的计划和支持，这些鼓动者越过国家界线以宣传自己的暴力议程。这些激进分子无耻地攻击了我们机构的合法性和法治本身。」
「个人和组织有权和平主张拆除或建造任何古迹。但是，任何个人或团体均无权使用武力破坏，污损或拆除任何纪念碑。在这些袭击中，许多州和地方政府似乎已经失去了区分合法行使言论自由和集会权与不加破坏性的能力。他们屈服于暴民统治，危及社区安全，允许全面违反我们的法律，并使暴民对遵守法律的公民的权利施加暴力冲动。」
特朗普即刻授权联邦政府，逮捕任何毁损美国纪念碑、雕像或其他此类联邦财产的人，可依据《退伍军人纪念馆保存法》或其他相关法律判处最重10年徒刑。
7月22日，特朗普宣布向暴力犯罪激增的芝加哥等地增派數百名联邦执法人员。

## 军队待命
6月2日，有24个州的州长，以及华盛顿特区宣布动用国民警卫队，超过17,000人部队以应对不断升高的局势。因为前一日，总统川普威胁将动用美军来平息冲突，并援引了1807年的《叛乱法案》，称“如果地方和州不愿意为保护生命和财产做出必要的回击，那我将会命令美军采取行动，迅速解决问题”。1992年洛杉矶暴动中，老布什就曾动用过此法案来镇压事态。6月1日，阿肯色州参议员汤姆·科顿还呼吁，要将美军的第101空降师部署在示威冲突发生的地方，并称抗议者是“反法西斯恐怖分子”。

## 暴力与争议

### 警方暴力
有许多报告和影片显示，警方对抗议者、围观者和记者使用了警棍、催泪瓦斯、胡椒喷雾和橡皮子弹。警方回应说，这些策略是防止破坏和纵火的必要手段，警察本身也遭到了投掷石块和水瓶的袭击。国际特赦组织发布了一份新闻稿，呼吁警方结束对抗议的过度军事化反应。
据报道，两辆纽约市警察局（NYPD）的警车冲撞周围的抗议者，并向车辆投掷物品，纽约市市长比尔德布拉西奥（Bill de Blasio）为警察的行为辩护，并对事件展开调查。另一名纽约市警察被记录击倒一名女性抗议者，同时称她是一个“愚蠢的婊子”。纽约警察局的一名官员接近一名抗议者，撕下了抗议者的面具，并向抗议者脸上喷洒胡椒粉。 盐湖城的一名官员把一个手无寸铁的老人推到地上。
网上有一段影片显示，由于实施宵禁，明尼苏达州的警察沿街命令站在自家门廊上的居民回到屋内，并马上向居民发射了油漆弹。在亚特兰大，两名警察打破了一辆车的车窗，把一名妇女从车里拽了出来，并用枪打伤一名男子。
一些非裔美国政客，包括州参议员泽尔诺·迈里（Zellnor Myrie）、美国众议员乔乔伊斯·比蒂、哥伦布市议会主席香农·哈丁（Shannon Hardin）和富兰克林县专员凯文·博伊斯（Kevin Boyce）等，在参与抗议活动时均被被警察喷洒胡椒。
特朗普前往圣约翰圣公会教堂，举着一本圣经在教堂前摆姿势拍照。该教堂地下室已被烧毁。为了让他能够安全到达，警察和国民警卫队使用催泪瓦斯和橡皮子弹驱散了拉斐特广场上的一群和平抗议者。
6月2日，福克斯新聞記者在洛杉磯採訪時，偶遇暴力示威者試圖搶劫一家飯店。一名好心的非洲裔婦女勇敢站出來封锁搶劫。但當警員趕到時，即使記者一直在旁邊解釋誰是搶匪、誰是好人，警員卻二話不說先把幫忙的黑人制服了。非洲裔婦女的丈夫、妹夫等幾個黑人也被不由分說地銬上了手銬。在記者多次解釋之下，他們才被釋放。
截至6月2日，西雅圖警方收到14000宗投訴，絕大部分都是針對警察的暴力，如對示威者使用胡椒噴劑，逮捕時推倒示威者等。
6月3日，亚特兰大当地警方拦下一辆汽车，打碎车窗，用电击枪攻击车内的一男一女并拖出车外。由于两人都是非裔，故而又激起警方针对非裔差别办案的指责。后来证明两人只是学生，开车回家路过事发地。后来两名警察因为过度使用武力而被解职。后来在场的警察解释说，之所以会使用暴力，是因为当时怀疑车里的两人持有枪支。两人的律师称这种解释是在“陷害抹黑受害者”。
德克萨斯州立大学一名学生贾斯汀·豪威尔在奥斯汀警察局外参加游行时被警方用豆袋弹击中头部。后来警察局长对媒体解释，警察是在瞄准其他示威者，不幸误伤了贾斯汀。其他示威者扶起受伤的贾斯汀试图将其送医时，再次遭到警察射击。贾斯丁头骨碎裂并伴随脑损伤，生命垂危。
6月4日，警方在纽约州布法罗市政厅外进行的宵禁清场行动中將一名75歲老人推倒，致使其头部撞地，耳部流血，而负责清场的警察没有人为其提供救助。事發後两名涉事警察遭到停职。布法罗市市長和纽约州州长紛紛對此事件予以譴責。6日，兩名涉事警察被當地檢方控以二級攻擊罪，二人在法院過堂時均不認罪，法官裁定無需保釋金即釋放等候傳喚。而有57名緊急特勤隊警員對調查涉事警察感到不滿並集體辭職，同時他們還來到法庭外聲援涉事警察。
7月12日，一名示威者勒貝拉在聯邦法院對街參加示威，舉著標語時卻突然被衝擊性的子彈擊中頭部，當場濺血。他的母親接受媒體訪問時，表示孩子頭骨骨折，必須接受緊急手術。
7月15日，一名29歲的抗議者佩提伯恩（Mark Pettibone）聲稱在早上被一輛無標誌的廂型車内的數名身穿迷彩服的人員將他拘捕。他形容被捉過程有如科幻恐怖小說情節，沒人告知他被捕原因，之后就被帶到法院大樓內审问了2个小时，但他拒绝回答任何问题后，不久便被釋放。
7月21日，一名53歲的海軍退役老兵——克里斯多福．大衛（Christopher David）試圖在一陣混亂中，盡力安撫現場情緒、和這批無證部隊講道理，不料，聯邦部隊幹員直接拿警棍與胡椒水，近距離對老兵大衛的頭部、手部與上身軀幹圍毆暴打，導致他左手兩處骨折。
7月28日，一名《國家地理》的攝影師詹寧斯在俄勒岡州波特蘭市拍攝抗議現場時，被前來鎮壓的聯邦部隊的執法人員直接朝他沒有防護的臉部射擊，導致他顏面受傷被送往當地醫院，一天后，他的眼睛仍出血嚴重。
9月23日晚，西雅图的一场抗议活动中，一名當地警察骑自行车碾过了一名倒在地上的抗议者头部。事發後该名警察休行政假并接受调查。

### 示威者暴力
在这场骚乱中，部分示威者对执法人员采取激烈的报复手段，包括严重挑衅和谋杀等罪行，并大肆破坏市内公共建筑和洗劫店铺等行动惹来批评，部分无辜的民众在保护自家财产免被破坏的行动中被示威者打伤。
5月29日晚，有過千名示威者聚集在白宮附近，部份人向防暴警察投擲磚塊、瓶子，放煙花或燃燒雜物，又企圖拆毀警方的路障，其後警方施放催淚彈驅散。據《紐約時報》及CNN報道，美國總統特朗普在當晚曾被美國特勤局特工短暫地帶至白宮地堡，並逗留了一小時左右，而第一夫人梅拉尼亞和兒子巴倫亦有同行，及後6月3日他改稱前往地堡視察，而非避難。在此次示威活動中，美國特勤局表示至少有60名美國特勤人員受傷，其中11人被送往醫院，暫無生命危險，而白宮附近的歷史地標聖公會聖約翰教堂亦遭示威者縱火。
5月30日，在费城，一名骑脚踏车的警员阻止一群暴徒洗劫时被对方驾车撞倒受了重伤，导致该名警察肩骨折断，肋骨折断了12条，椎骨也裂开，身体多处受伤，后被送往当地医院抢救。
6月1日在水牛城，在示威者集结区附近的一辆警车被攻击，两名警察受重伤，有三人被逮捕。次日，圣路易斯数名警察遭到枪击，所幸没有人身亡。同日凌晨，拉斯维加斯一名警察在驱散示威人群时遭到枪击，头部中弹生命垂危，后来一名20岁的男性因此被捕。
6月2日，在圣路易斯午夜的示威游行中，有四名警察在暴力骚乱中被枪击，到夜晚凌晨2点左右，一名退休警察在圣路易斯一间店铺外被一名洗劫者枪杀死亡。在纽约市，两名警察在阻止两起抢劫案时遭到两次汽车撞击事件，当地新闻界将此事描述为是「故意」谋杀。在爱荷华州达文波特的示威中，当地警方响应了超过45次严重的骚扰电话，并表示整晚都在应付城市内的枪击事件，当天有四人被枪击，其中两人因受伤而死亡，一名警员受伤，但没有生命危险。
6月5日，一名叫袁宏睿的中国留学生在西雅图趁乱打劫奢侈品商店，其后该名留学生更在推特展示自己打劫得来的多个名牌手提袋，并留言“热爱祖国母亲”，还称“美国人还欠我们中国很多账没还，几个包包而已，美国人至于那么小气吗”。
6月11日，在美國各地，率領船隊發現美洲新大陸的哥倫布的雕像成為了示威者目標。佛羅里達州邁阿密有七人因破壞哥倫布銅像而被警方拘捕，他們在示威上貼上「你不會被記著」的標語。

### 警方针对记者的暴力
5月29日上午，美國有線電視新聞網（CNN）非裔記者、攝影記者及導播在現場報導時，被多名警員包圍。當時該名非裔記者跟警員對話，表示他們願意退到警員覺得滿意的地方，並出示工作證表明其身份，同時其團隊成員也明確告知他們是CNN的記者，然而他們先後被警員上銬帶走。而警員沒有向他解釋拘捕原因，另一說法指警員向採訪團隊表示因記者不聽勸告移動才被捕。其後他們獲釋。明尼蘇達州市長表示抱歉，並指事件不可接受，明尼蘇達州巡警發聲明表示為清理和恢復街上秩序拘捕4人，其中包括三名CNN記者，確認身份後已獲釋。而CNN表示警方做法明顯違反美國憲法第一修正案賦予他們的權利，並要求儘快獲釋。
一名自由职业的摄影师琳达·蒂拉多在拍摄示威现场是被明尼阿波利斯警方发射的橡皮子弹击中左眼，送医手术后她左侧的眼球被摘除并永久失明。
5月29日，美国全国广播公司（NBC）下属电视台的记者在肯塔基州路易维尔示威现场报道时被防暴警察的橡皮子弹攻击，過程均被摄影机拍下。在場記者認為防暴警察是故意瞄準她的採訪隊進行攻擊，事後电视台对警方的行为予以强烈的谴责。
5月30日，美國哥倫比亞廣播公司（CBS）明尼蘇達分部WCCO電視台在拍攝明尼阿波利斯市周六傍晚的抗議活動時，該台資深攝影記者湯姆·阿維萊斯被警方發射的橡皮子彈擊中後遭到逮捕。
據《路透社》報導，5月30日當晚，一名在明尼亞波利斯採訪的路透社記者-查維茲正在拍攝警察驅逐抗議者，此時一名警察突然將槍口對準有配戴記者證的查維茲的臉部射擊，查維茲臉部遭到擊傷；另一名記者席瓦德也被攻擊受傷。
5月31日凌晨，德國之聲的記者賽門斯（Stefan Simons），在明尼蘇達州明尼阿波利斯市報導抗議示威時，遭到美國警察開槍攻擊。稍後還被威脅拘捕。此前他發現另一家電視新聞團隊的車輛被三輛警車包圍。次日，德國之聲的記者在出示記者身份情形下再次遭到美國警方槍擊警告。事后，德国联邦外交部部长海科·馬斯表示将联络美国驻德国大使馆了解此事。
5月31日KPCC媒體的一名記者在長灘報導示威運動，在採訪一名男子的過程中，警察直接朝他發射橡膠子彈，導致他的喉嚨下方受傷流血。
6月1日，澳大利亚七号电视网的记者在白宫外报道示威游行时被身着防爆装备的警员粗暴攻击。正在报道新闻的记者被警棍殴打，摄影师被防爆盾重击胸口。事后澳大利亚总理斯科特·莫里森对此表示谴责并派澳洲驻华盛顿使馆调查此事。
土耳其廣播電視公司國際頻道採訪抗議活動時，駐華盛頓記者艾罕（Sally Ayhan）的胸部和腿部遭到警方的橡膠子彈擊中，駐明尼阿波利斯記者杜諾文（Lionel Donovan）被擊中鼠蹊部。而美聯社記者在報導中被警察阻止採訪，受到警方威脅。
根據美國廣播電視新聞協會一項統計，到6月1日為止，已經有超過60以上的記者被警察襲擊、逮捕或阻擾記者新聞採訪
。非營利組織保護記者委員會（Committee to Protect Journalists）指出，自5月29日以來，記者在美國各地採訪抗議活動而遭遇違反新聞自由事件的通報至少多達251起。
據《衛報》的一項分析指出，在美國報導弗洛伊德抗議活動的媒體記者中，有148人被捕或受到攻擊。報導引述5月26日至6月2日期間記錄的300多起攻擊新聞記者的事件，其中大部分是身體攻擊。報導指出此紀錄發生的襲擊或逮捕記者事件只是一部分，真實數字可能更高。

### 意外情況
5月31日，大批群眾在明尼阿波利斯的州際公路上示威，期間一輛大型運油車疑似蓄意撞向示威人群，示威者四散躲避。在運油車停下後，示威者隨即上前包圍運油車，並將司機波格丹·维切科（Bogdan Vechirko）拖下車毆打，其後警方到場分開司機和示威者，司機受傷送院，並以涉嫌襲擊被捕。
6月2日，明尼苏达州公共安全局的专员约翰·哈灵顿（John Harrington）表示，運油車的驾驶者可能不是故意要冲向示威者。哈灵顿表示「当时的高速公路上，该州尚未完成设置路障。维切科在看到示威人群时，从眼神中感到惊慌失措。」并表示没有任何信息可以使这看起来像是故意的。
维切科被拘留后，在6月2日已获得保释，但惩教署专员保罗·施奈尔（Paul Schnell）表示，是否提起诉讼将由县检察官决定。

### 对新冠肺炎传播的担忧
美国卫生专家警告说，大规模抗议活动可能会促进新冠肺炎的加速传播。明尼苏达州卫生部对抗议活动可能加剧正在进行的新冠肺炎大流行表示担忧。
明尼苏达州州长蒂姆·沃尔兹对新冠肺炎案件激增表示担忧。6月2日，明尼苏达州国民警卫队发表声明说，一名国民警卫队队员新冠病毒检测呈阳性，此外，还有9人出现了相关症状。该州约7000名国民警卫队队员将全部接受检测。纽约州州长安德鲁·库默也有类似的担忧，他们将抗议活动描述为“在这种大流行情况下具有固有的危险性”。他还指出，人们有权提出抗议，但他们没有“感染他人的权利”，也没有“以危害公共卫生的方式采取行动的权利。”
华盛顿哥伦比亚特区市长梅利爾·巴烏斯爾对示威情况表示担忧：“当我们刚刚取消在家中待命的命令时，我们的街道上就会有群众集会，这可能对后来的冠状病毒病例激增产生影响。”
亚特兰大市长凯莎·兰斯·巴托姆斯说：“看到群众聚集。我们知道这种病毒已经在我们的社区中正在发生。” 她还说：“如果您昨晚外出抗议，您可能需要在本周接受病毒测试。”
马里兰州州长拉里·霍根也有类似的看法，他说：“毫无疑问，当我们到处都是这种病毒时，当成千上万的人聚集在一起时是不健康的。”

### 媒體失實報導
6月5日，霍士電視台在美國股市收市後，主持蘇珊·李以四宗遇刺案比較標準普爾500指數升幅。當中弗洛伊德更獲得3.4%升幅。引來各方批評。主播布萊特·拜爾最後主動指該報導不應在全面報導之下再次出現。
6月7日，日本放送協會綜合台播出《這樣我就明白了！世界現況》提及相關示威活動。節目製作組將1分21秒的動畫上載至社交網站Twitter，但卻是反映了非裔美國人貧窮、失業、疫症等社會狀況，並沒交代因警察暴力的示威情況。日本放送協會其後以日英雙語就事件致歉，並將相關動畫刪除，相關節目亦不會再播出。美國臨時駐日大使楊舟稱內容並不適當。
7月14日，包含紐約時報、華盛頓郵報、CNN、MSNBC等等主流媒體，紛紛報導受美國總統川普的新行政命令指示，聯邦政府派出的無標誌執法人員開始在波特蘭市中心開車巡邏，並且不解釋原因就使用武力和無標誌車輛任意拘捕抗議民眾。事實上美國國土安全部發布正式新聞稿駁斥，表示聯邦法律有授權聯邦政府執法人員行動，且現場記者的照片和影片都顯示所有的執法人員都著正式服裝並有號碼牌標誌，居留嫌犯也僅限於聯邦法院的區域。也沒有法律規定約束執法人員使用的車輛必須有警徽標誌。

## 反應

### 美國

#### 联邦
- 5月27日，美國總統唐纳德·特朗普被问到黑人被美国警察暴力执法致死一事时声称，这是一件非常可悲的事情，他将就此事寻求一份“全面报告”。报道称，这是特朗普首次公开回应该事件。特朗普随后在Twitter上发文称，联邦调查局和司法部应他的要求正在调查此事，他赞赏地方执法部门所做的所有工作，并向弗洛伊德的家人表示慰问。他声称，“正义将得到伸张”。[212]
- 5月29日，特朗普对暴动做出回应，威胁说如果市长雅各布·弗雷（英语：Jacob Frey）无法控制该城市，则派遣国民警卫队，他说：“一旦有任何困难，我们将接管一切，但是，当抢劫开始时，射击就开始了 ” ，这段发言被视为是允许军方射击示威者的威胁。这条推文被解释为引用前迈阿密警察局长沃尔特·赫德利（Walter Headley）的话，他是1967年种族抗议期间的警察局长，他说：“当抢劫开始时，枪击就开始了”。推特随后以言论违反煽动暴力方面的服务条款的理由隐藏了这条推文。[213]
- 5月30日，特朗普为他前一天被推特隐藏的评论解释说：“抢劫会导致枪击，这就是为什么5月28日晚上在明尼阿波利斯枪一名男子被枪杀致死，或者看看在路易维尔 (肯塔基州)发生的7人枪击事件。我不希望这种情况发生，这就是昨晚表达的意思[214]。
- 5月31日，特朗普在個人Twitter上表示，美國會將極左組織「Antifa」列為恐怖組織[215][216]。較早前，他與部分美國官員把在全國各地城市的暴力示威歸咎於Antifa及激進左翼所為[216]。
- 6月1日，特朗普在白宫发表讲话时，呼吁各州长使用国民警卫队与宪兵部队强力镇压街道暴力。并威胁说，如果各州长未能有效地使用国民警卫队，则将部署美军平乱，并将这场骚乱行动定调为本土恐怖行为。特朗普随后称可能会援引1807年的《叛乱法》，该法允许总统在美国境内部署军队以应对内乱[217]。
- 6月2日，特朗普在推特上發文敦促紐約州尋求国民警卫队的幫助，並稱示威者為「渣滓」（Lowlifes）及「撸瑟」（Losers）[218]
- 6月3日，美軍參謀長聯席會議主席米萊（Mark A. Milley）在一份軍方內部備忘錄中提醒士兵切勿忘記入伍誓言，務必捍衛美國憲法，包括保衛國民享有和平集結、自由發表言論等權利。[219][220]
- 6月7日，特朗普在推特上表示：「我已经下达了国民警卫队开始从华盛顿特区撤离的命令，因为现在一切都处于完全控制之下。他们可以回家，但如有需要可以迅速返回。昨晚出现的示威者比预期的要少得多」[221]。
- 6月16日，美国总统特朗普签署一项行政令，要求改革警察系统[222]。

#### 各州行政部门
- 5月28日，明尼苏达州州长提姆·沃茨签署行政令，宣布全州进入紧急状态。[223]

- 5月29日，明尼阿波利斯市長雅各布·弗雷就暴动举行了新闻发布会，并谴责示威者的行为“不可接受”。表示，参加这些暴动的个人应对社区造成的损失“负责”，同时表示:“现在我们的城市充满了痛苦和愤怒。我知道，我们整个城市都认识到这一点。在过去的几个小时和过去的两个晚上，我们看到的掠夺是无法接受的，”并续说: ”这些是企业，这些是我们需要的社区机构。这些是人们赖以获取现金的银行，人们赖以获取食物的杂货店，人们赖以获取药品的药店……我们需要确保对其进行保护。[224]”

- 5月30日，纽约州州长安德鲁·库默表示，暴动暴露了“刑事司法系统中的不平等和歧视”，并表示必须停止将种族不公正事件视为“个人事件”，并呼吁社会大众别再把弗洛伊德事件当成单一事件看待，否则民众就是眼盲。并再次批评警察暴力执法问题。[225]

- 5月30日，亚特兰大市长凯莎·兰斯·巴托姆斯（英语：Keisha Lance Bottoms）在召开的记者会上呼吁示威者通过“非暴力行动主义”表达愤怒，并不是通过破坏行动来表达诉求。她谴责示威者的暴动是非法的，并指责示威者通过伤害亚特兰大而不是为司法改革提供帮助。同时在声明中表示：“现在，我比以往任何时候都更加呼吁各社区团结起来，通过祈祷展示我们作为亚特兰大的力量，并共同努力恢复和治愈我们的城市，为国家树立榜样。”巴托姆斯表示会与州长府协调，以向国民警卫队提供援助。

- 5月30日，肯塔基州州长安迪·贝希尔（Andy Beshear）呼吁国民警卫队在整个城市动荡平稳后帮助路易維爾维持和平。并对谴责示威者的暴动表示：“路易维尔的示威活动都是和平地开始的，但是我们所看到的，尤其是昨晚的事，以及我们的情报所说的将要发生的事，有外界团体试图制造暴力来伤害那些在街上的所有人。我们不能让城市内的遗产遭受暴力破坏，也不能让我们的街道变成暴力。”[226]

- 5月30日，爱荷华州州长金·雷诺兹和德梅因市长弗兰克·考尼在同情示威者的愤怒的同时，要求公民制止暴力并进行“尊重，和平的对话。”[227]

- 6日2日，明尼苏达州政府宣布对警察部门展开民权调查，以便从方方面面确认警方是否有系统性地歧视有色人种。州长蒂姆·沃尔兹在记者会上承诺：「今天将是拆散系统性歧视的第一步」。同日，美国国会司法委员会兼共和党南卡罗来纳州议员格雷厄姆在国会上宣布，将在乔治·弗洛伊德死亡听证会上探讨警察暴力执法和非裔美国人的情况[228]。

- 6月5日，加利福尼亞州州長加文·紐森在記者會上宣布，他正在指示加州的「和平警官標準及培訓委員會」，停止進行對拘捕的嫌犯採取鎖喉的訓練科目[229]。

- 6月5日，明尼苏达州明尼阿波利斯市议会通过了一项协议，禁止该地警察采用锁喉和其他颈部限制措施[230]。6月8日，明尼阿波斯里市议会投票通过了解散该市警察局的议案[231]。

- 6月12日，紐約州長簽署一系列法規，其中包括禁止執法人員鎖喉[232]。

- 旧金山、奥克兰、萨默维尔、波士頓等城市因擔心加劇種族歧視，禁止市政机关使用人脸识别技术[233]。

- 6月27日，密西西比州议会两院表决通过一项议案，決定去除该州州旗上象征蓄奴制度和种族主义的南方邦联战旗图案[234]。

#### 地方执法部门
针对示威者上街抗議警暴問題，相较联邦层级强势回应，部分地方警力则採取相对温和的方式应对示威者的訴求。5月30日，密歇根州傑納西縣的警長克里斯·斯旺森（Chris Swanson）在遊行隊伍抵達警署後，脫下其頭盔並放下警棍，與其他警員一同參加遊行，因而獲得在場人士的歡呼。另外，阿拉斯加州首府朱諾並亦有抗議警暴的公眾和平集會，朱諾警察局局長艾德·默瑟（Ed Mercer）和一眾警員，以及其他民選官員，也有一同參與。而在加利福尼亞州聖塔克魯茲縣，當地警察首長安迪·米爾斯（Andy Mills）、市長賈斯汀·卡明斯（Justin Cummings）與數百居民一同單膝下跪，悼念遭警員跪頸後死亡的弗洛伊德，並關注警員針對非裔使用暴力問題。5月31日，佛羅里達州有來自不同警署警員在科勒爾蓋布爾斯以單膝下跪，與示威者一同祈禱。在密蘇里州佛格森，當地警員響應一名運動領袖的號召，一同與示威者單膝下跪，為佛洛伊德默哀。而在紐約皇后區的抗議活動中，身著制服的警察亦同樣加入了抗議民眾，在大馬路上單膝跪地。6月1日，在紐約曼哈頓的示威遊行期間，紐約市警察局局長特倫斯·莫納漢（Terence Monahan）與示威者握手並單膝下跪，更表示自己管理約4萬名的警察和文職人員都不是種族主義者，並且支持和平示威。
除警方外，派駐不同州份的美國國民警衛隊亦有部份隊員以相同方式致意。在荷里活附近的和平遊行中，非裔女演員琪琪·帕瑪向駐守路口的國民警衛隊表示，希望他們一同與民眾遊行，但警衛隊員以「不能離開看守地點」為由表示無法同行。其後民眾詢問他們能否以單膝下跪簡的方式致意，一眾國民警衛隊員隨即原地單膝跪地，並獲得民眾歡呼。

#### 弗洛伊德家属
6月1日，弗洛伊德的家人和其支持者重回案发现场献花纪念，并重现弗洛伊德死亡的情况表达诉求。弗洛伊德的弟弟在发表致辞时再次批评警察暴力执法的问题，并呼唤骚乱中的示威者别再破坏店铺以免自毁，称将以和平诉求来推动司法改革。

#### 其他政治人物
2020年美國總統選舉民主黨總統候選人喬·拜登以1968年所發生之馬丁·路德·金恩遇刺案比較弗洛伊德死亡，弗洛伊德比起馬丁·路德·金獲得更多國際關注。

#### Facebook
在抗议活动开始后，美国总统特朗普在社交媒体平台上发布数条煽动性帖子，引起Facebook的员工要求对特朗普在网络上的言论采取强硬的立场。Facebook首席执行官马克·扎克伯格则多次主张，Facebook应该对人们发布的内容采取不干预的态度，包括民选官员和当权者的言论。他曾多次表示，应该允许公众决定相信什么。
5月29日，特朗普对暴动做出回应，威胁说如果市长雅各布·弗雷无法控制该城市，则派遣国民警卫队，他说：“一旦有任何困难，我们将接管一切，但是，当抢劫开始时，射击就开始了 ” 。推特对特朗普的两条推文添加了检查和警告的标签后，随着面临不打压言论自由和不赞美暴力的规则的立场受到考验，最终选择了隐藏特朗普的评论。但Facebook则继续在平台上留下特朗普的帖子。扎克伯格表示，特朗普的帖子没有违反社交网络的规定，引起数以百计因新冠肺炎疫情而在家中工作的Facebook员工发起抗议，敦促Facebook高层对特朗普采取更强硬的立场，否则进行虚拟「罢工」。在公司内部，员工散发了请愿书，并威胁要辞职，许多员工在推特和其他地方公开发表了自己的不满。

### 國際

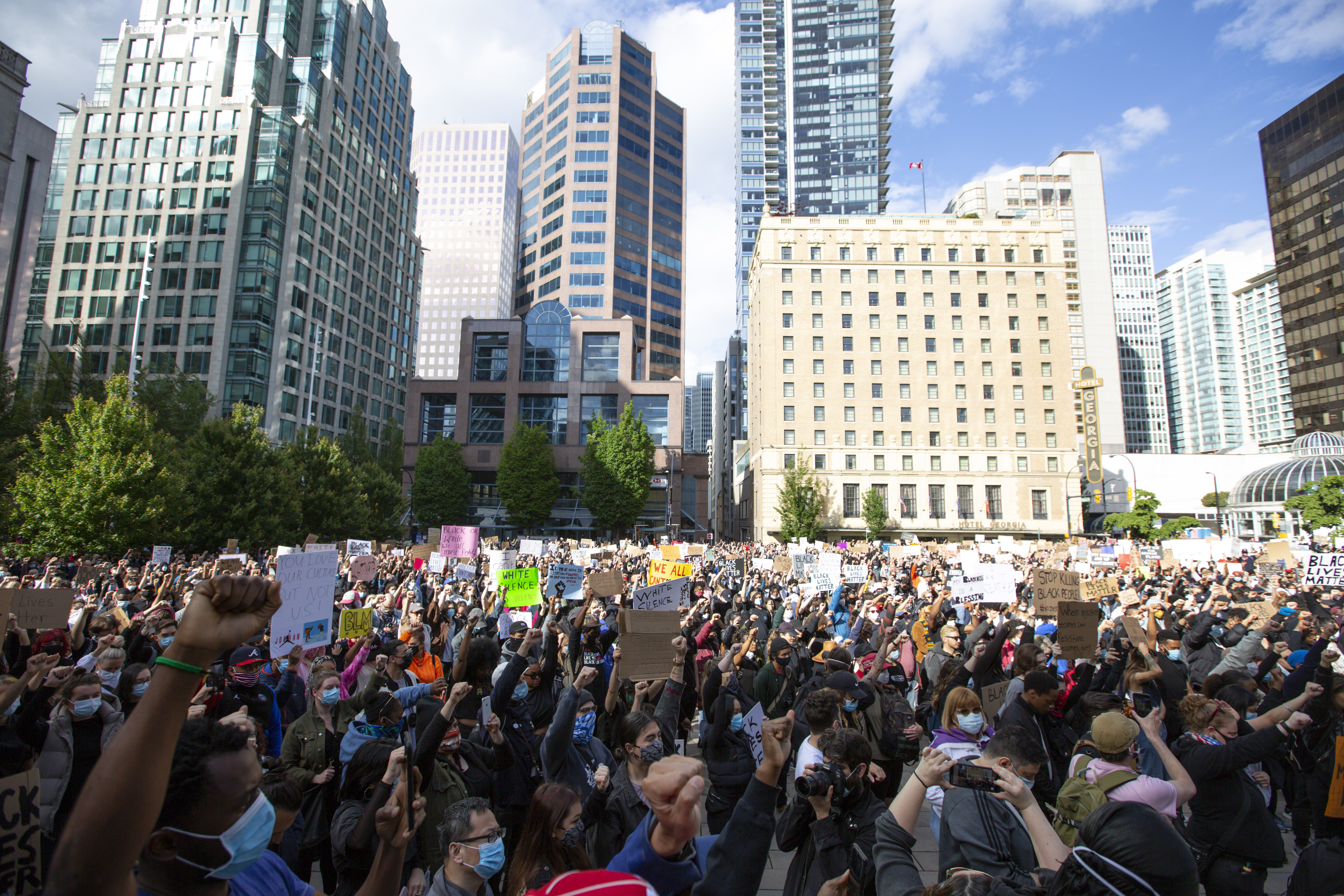
5月31日，加拿大溫哥華的示威

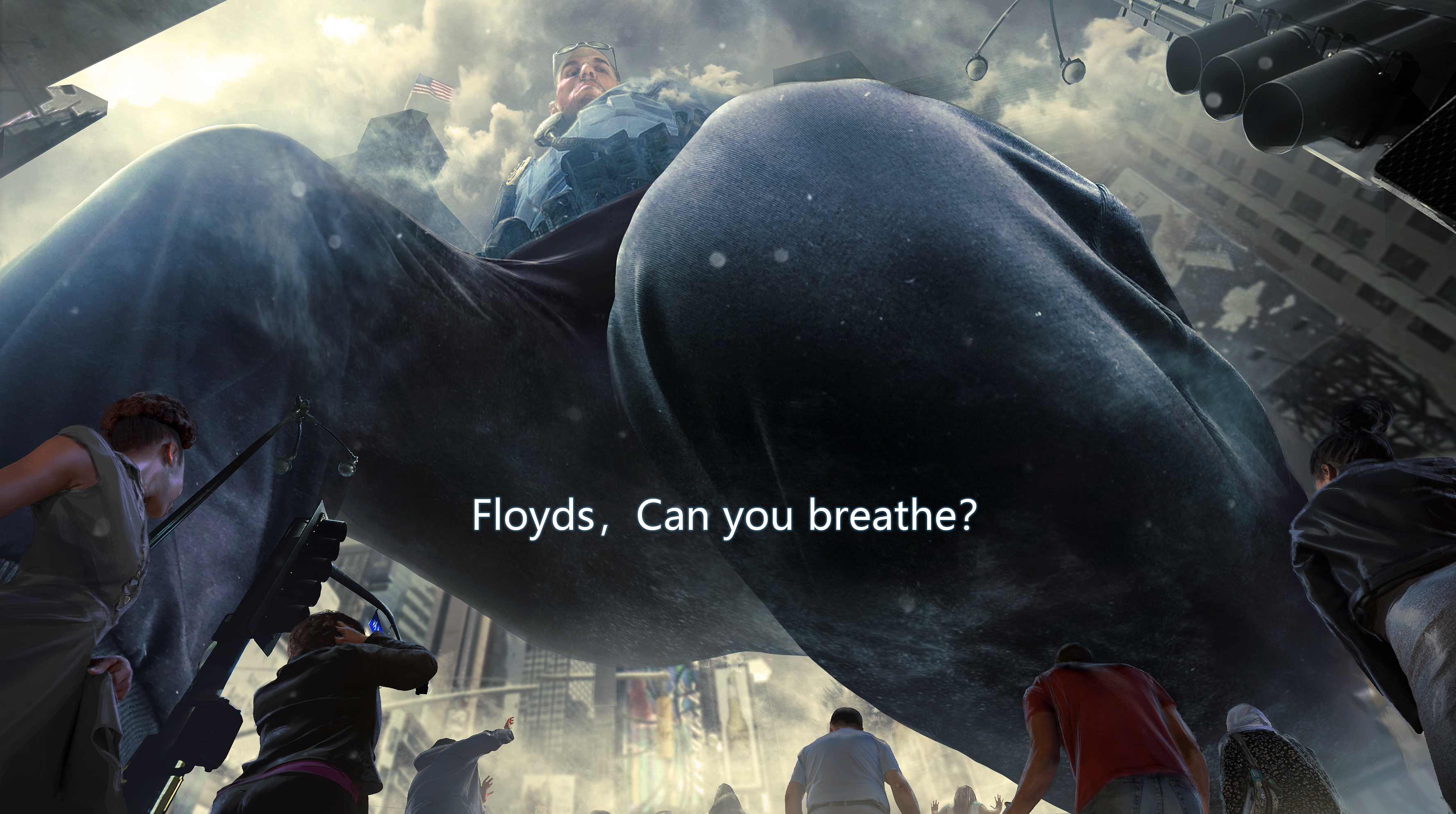
中国大陆的网络画家“乌合麒麟”创作的讽刺漫画《你能呼吸吗》

- 联合国：人权事务高级专员於5月28日发表声明，谴责美国警方在执法过程中导致非洲裔美国人乔治·弗洛伊德死亡的行为，并敦促美国当局采取措施制止类似事件发生。同时她理解弗洛伊德被杀引发的愤怒，同时敦促明尼阿波利斯和其他地方的人们坚持以和平方式抗议。她说，对于警察暴力执法和普遍存在的歧视问题，暴力和破坏财产于事无补。她同时敦促警方保持最大程度的克制，避免进一步过度使用武力、对当前局势火上浇油。[246]
- 非洲联盟：委員會主席法基形容弗洛伊德的死亡是一次「謀殺」 ，聲明譴責美國對於黑人公民的持續性歧視。[247][248]
- 委內瑞拉：外交部長（英语：List of Ministers of Foreign Affairs of Venezuela）阿雷亚萨（西班牙语：Jorge Arreaza）於5月29日指美國總統特朗普以帶有偏見的言論批評示威者[249]。
- 中华人民共和国：外交部发言人赵立坚於6月1日表示，中方关注事态发展，认为「黑人的命也是命」，他们的人权也需要保障，希望美方保障少数族裔的权利，履行《消除一切形式种族歧视国际公约》规定的义务。他还表示，美方将香港的港独势力和黑色暴力分子美化为英雄斗士，而将美国国内抗议种族歧视的民众称之为暴徒的做法是最典型的“世界驰名双重标准”[250]。中国大陆一些民众则效仿美国众议长佩洛西针对反修例运动发表之言论，将示威活动称为“一道美丽的风景线”，并说乔治·弗洛伊德“撕下了美国民主自由最后的遮羞布”。亦有网友提出将北京市朝阳区安家楼路更名为“乔治·弗洛伊德路”。此举被认为是对美国某议员提出将中国驻美大使馆前道路更名为“李文亮广场”的回应。
  -  香港特別行政區：行政長官林郑月娥于6月2日批评部分外国政府对香港止暴制乱的高调反应展现的是「双重标准」。她称，（美国对）自己国家安全就很重视，对香港的情况却戴有色眼镜去看。她还特别明确指出，自己所指的就是美国近日的反警察暴力执法引发的骚乱，当地政府处理手法也很强硬。[251]
- 英国：英國駐美大使凱倫·皮爾斯對美國發生的警民暴力衝突事件表示難過，主張人們有必要應對種族不平等的問題，並重申和平示威在自由社會下的重要性。英國駐華大使館亦發文表示，英方對於美國「黑人的命也是命」及香港示威活動保持相同立場，對美港兩地示威訴諸暴力和毀損公物的手段均不予接受[252]。
- 俄羅斯：外交部於5月31日谴责美警袭击俄记者行为并提醒美国政府所承担的保障媒体记者安全和采访权利、言论自由以及知情权的国际义务，呼吁相应国际组织和维权组织对于这起事件做出应有的反应。[253]
  -  车臣共和国：首腦小卡德罗夫称特朗普需要“结束混乱”及“针对平民的违法行为”，他接着称“（美国）警察在美国城市的街道上对人民动用私刑……他们勒死市民，殴打他们，开车撞他们”。他还呼吁联合国介入。[254]
- ：總理莫里森於6月1日表示，认为暴力的抗议是无用的。他表示澳大利亚不是美国，并警告示威者不要在澳大利亚进行类似的游行抗议。[255]
- 柬埔寨：首相洪森於6月2日将美总统在这次示威活动中的言论同2013年大选后的示威活动的情况作对比，并表示該國应当能像美国一样有权射击。[256]
- 欧盟：外交事务和安全政策高级代表博雷利於6月2日表示，坚持人民应该有和平示威的权利，并谴责一切暴力和种族主义行为。[257]
- 新西兰：總理阿德恩於6月2日在接受紐西蘭電視台採訪時表示警員暴力執法導致喬治·弗洛伊德死亡一事令她感到「恐懼」。她同時表示支持在紐西蘭舉行的和平聲援遊行，但要求示威者遵守保持社交距離的規定。[258]
- 土耳其：总统埃爾多安稱弗洛伊德之死是法西斯以及種族主義，土耳其將會密切留意動態。[259]6月3日他再補充，不滿意美國警方以種族及宗教為名殺害任何一人，正義將得到昭彰。[260]
- 加拿大：总理小特鲁多希望加拿大人同心合力對抗種族歧視。並表示美國警察暴力是「震驚及恐懼」。[261]6月2日他在記者會中被問到美國總統川普派出軍隊鎮壓示威時，卻沉默了21秒才回答問題[262]。
- 法國：6月8日，政府宣佈該國警方禁止使用鎖喉等技術制服嫌疑人，不過卻遭到法國警察抗議[263]。
- 中華民國：外交部發言人歐江安於6月4日表示，「台灣是負責任的國際社會成員及自由民主國家，對多地示威反對歧視一事，向來反對一切形式的歧視，也沒有任何國家比台灣更能體會遭歧視與孤立的感受，期盼國際社會藉此機會認真探討並消除世界各地存在的歧視、不公、剝奪人權與制度性暴力的情事」[264]。

### 體育界
- 英格蘭超級足球聯賽：在賽季受疫症影響復賽後，復賽後早期賽事在球衣背部号码上方以「BLACK LIVES MATTER」取代球員名字。[265]之后更长期在开赛前举行单膝跪地的仪式来声援“黑人的命也是命”运动，并在电视转播记分牌中不时打出“No Room For Racism”字样。
- NBA：2020年7月復賽後，NBA與球員工會達成協議。在復賽最初四天，球員可以根據自己意願使用「Black Lives Matter」等29個示威常見的口號取代球衣上的球員名字，並允許球員可以將標語翻譯成自己的母語或當地語言[266]。其口號仍可在餘下賽事使用，但球員名字亦必需顯示[267]。7月30日復賽日賽事中，新奧爾良塘鵝、猶他爵士、洛杉磯湖人及洛杉磯快艇四支比賽球隊的所有球職員以及參與比賽的裁判均在演奏國歌時跪膝示意[268]。其後絕大部份球員、教練、裁判亦有參與。但亦有少數球員，如奧蘭多魔術球員喬納森·艾薩克，疑因宗教理由沒有參與，演奏國歌時也沒有挽著隊友。邁阿密熱火球員梅耶斯·雷納德表示對軍人支持，不會在演奏國歌時跪膝[269]。

- NFL球隊華盛頓紅人因名字包括了形容美洲原住民，贊助商要求球隊更改名字，否則撤回贊助[270]。7月13日，球隊發表聲明正式將「紅人」這名字走進歷史[271]。7月23日，球隊宣佈使用華盛頓美式足球隊（Washington Football Team）作為球隊名字，料於賽季開始時，仍會使用華盛頓美式足球隊這個名字[272]。
- NASCAR：唯一非裔車手布巴·華萊士（英语：Bubba Wallace）帶領之下，賽會決定禁止在比賽中任何地方如車身使用聯想到聯盟國旗幟的內容。[273]直到找到替代名稱。
- MLB：2020年7月23日開幕戰華盛頓國民主場對紐約洋基比賽中，播放美國國歌前，全體球員跪膝以示悼念。[274]。在各大球場的投手丘上，亦可看到印上「BLM」的美國職棒大聯盟的標誌的燈光效果。

## 另見
- 喬治·弗洛伊德示威而做出的更改列表
  - 乔治·弗洛伊德示威移除雕像列表
  - 乔治·弗洛伊德示威引发的改名事件
- 基诺沙暴乱
- 零元购